# Maung Aye
 (juillet 2021).
Si vous disposez d'ouvrages ou d'articles de référence ou si vous connaissez des sites web de qualité traitant du thème abordé ici, merci de compléter l'article en donnant les références utiles à sa vérifiabilité et en les liant à la section « Notes et références ».
Maung Aye, né à Sagaing le 25 décembre 1937, est un général et homme politique birman, membre du Conseil d'État pour la paix et le développement.

## Biographie
Il est diplômé de l'académie militaire de Pyin U Lwin (anciennement Maymyo) en 1954. Depuis 1994, il est membre du SPDC, l'organe dirigeant de la Birmanie. En 2004, il a fait arrêter son rival Khin Nyunt, alors Premier ministre. Depuis lors, il est considéré comme le numéro deux de la junte, après le général Than Shwe. Ces dernières années, il a effectué plusieurs voyages à Singapour pour se faire soigner et, selon l'opposition birmane à l'étranger, il souffrirait d'un cancer de la prostate.

## Soulèvement de 2007
Lors du soulèvement des moines en 2007, selon le site web dissident Mizzima, il s'est heurté à d'autres membres de la junte parce qu'il était contre le fait de tirer sur la foule, mais cette rumeur n'a jamais été confirmée.